# Eduard Bloch
Eduard Bloch (Hluboká nad Vltavou, 30 de janeiro de 1872 – 1 de junho de 1945) foi um médico austríaco. Vindo de uma família judaica, ele mantinha um consultório na cidade de Linz, na Áustria.
Até 1907, Eduard foi médico da família de Adolf Hitler. Hitler concedeu proteção especial a Eduard depois da invasão nazista e anexação da Áustria.

## Biografia
Eduard nasceu em Hluboká nad Vltavou, antes conhecida como Frauenberg, que hoje fica na Chéquia, mas antes era parte do Império Austro-Húngaro. Cursou medicina em Praga e serviu como oficial médico no Exército Austríaco. Ficou designado em Linz de 1899 até sua dispensa em 1901. Deixando o serviço militar, abriu seu consultório particular na mesma cidade, no número 12 da Landstrasse, onde também morava com sua família: a esposa Emilie e a filha Gertrude (Trude), nascida em 1903.
O prefeito de Linz, Ernst Koref, declarava que Eduard era altamente considerado pela população da cidade, em especial a mais pobre. Ele era chamado para emergências no meio da noite, muitas vezes não cobrando a consulta se a família não tivesse condições.

## Família Hitler
Eduard atendeu Adolf Hitler em 1904, quando este ficou gravemente doente e caiu de cama. Por conta da doença, Hitler precisou abandonar os estudos, tendo sido diagnosticado com uma grave doença pulmonar. Eduard revisou o caso de Hitler e discordou do diagnóstico inicial, reiterando que o paciente não tinha qualquer doença pulmonar. O médico o tratou por diversos outros problemas menores como dores de garganta ou resfriados.
Em 1907, Klara Hitler, mãe de Adolf, foi diagnosticada com um câncer de mama. Ela morreu em 21 de dezembro do mesmo ano, depois de uma rotina dolorosa de medicações aplicada por Eduard com iodofórmio, solução corrosiva e mal cheirosa muito comum na época. Devido às condições financeiras muito ruins da família Hitler na época, Eduard cobrou um preço bem baixo pelo tratamento, deixando algumas consultas de graça.
Adolf tinha 18 anos na época e ficou "eternamente grato" ao médico pelo tratamento dispensado à sua mãe e pela bondade de deixar parte do tratamento de graça. Em 1908, Adolf escreveu um cartão postal ao médico Ich werde Ihnen ewig dankbar sein (Serei eternamente grato a você) e presentou o médico com um grande quadro de sua autoria. A filha de Eduard, Trude (1903 - 1992) disse que o quadro acabou se perdendo ao longo do tempo.
Em 1937, quando Hitler já estava no poder, ele ainda nutria grande respeito e admiração pelo médico, e o chamava de "edler Jude" ("judeu nobre"). As memórias de Eduard também demonstram que ele tinha muita consideração pela família Hitler, o que lhe garantiu alguns favores no futuro.

## Estados Unidos

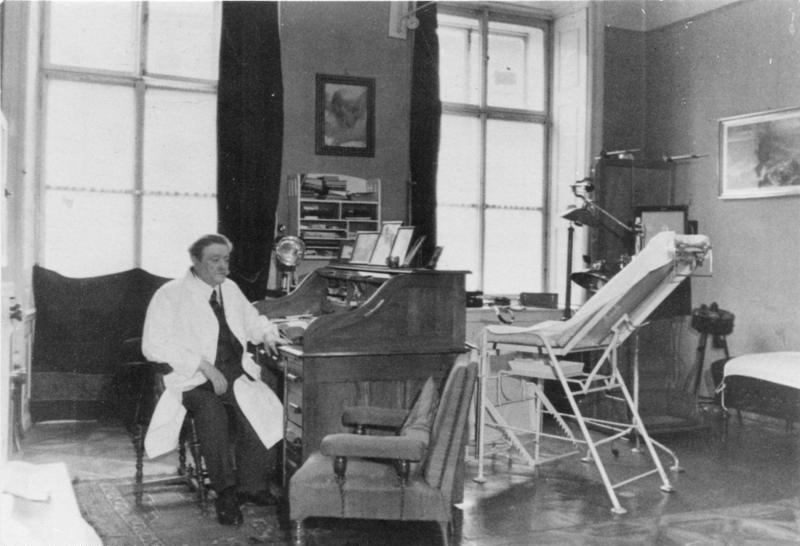
Dr. Bloch em sua clínica em Linz, c. 1938

Depois da anexação da Áustria em março de 1938, a vida para os judeus na Áustria ficou extremamente difícil. Depois que o consultório de Eduard foi fechado em 1 de outubro de 1938, sua filha e seu cunhado, o também médico Franz Kren (1893 - 1976), conseguiram emigrar para os Estados Unidos.
Eduard, já com 66 anos, escreveu uma carta a Hitler pedindo sua ajuda e assim o Führer ordenou que Eduard Bloch e sua família fossem protegidos pela Gestapo. Era o único judeu em Linz com tal condição. Eduard permaneceu em sua casa com a esposa, sem serem incomodados pelos nazistas, até que a papelada de sua imigração para os Estados Unidos saísse.
Sem nenhuma interferência das autoridades, a família Bloch ainda foi capaz de vender sua casa pelo valor de mercado, algo muito incomum para a época e para famílias judias. Eles ainda tiveram permissão de sair com 16 Reichsmark do país, quando judeus normalmente podiam levar apenas 10.
Em 1940, Eduard conseguiu viajar para os Estados Unidos com a esposa, onde eles se estabeleceram no bairro do Bronx, em Nova Iorque. Eduard, por sua vez, não conseguiu mais praticar medicina, pois seu diploma austro-húngaro não foi reconhecido pelas autoridades.

## Morte
Eduard Bloch morreu em 1 de junho de 1945, em Nova Iorque, aos 73 anos, devido a um câncer de estômago, apenas um mês após a morte de Hitler. Ele foi sepultado no Cemitério Beth David, em Elmont.

## Memórias
Entre 1941 e 1943, Eduard foi entrevistado pelo Escritório de Serviços Estratégicos, a predecessora da atual Central Intelligence Agency (CIA), fornecendo informações sobre a juventude de Hitler. Eduard também publicou suas memórias sobre um encontro com o Führer na revista Collier's Weekly, onde ele criou uma imagem surpreendentemente positiva a respeito do jovem Hitler, onde negou a versão de que ele era mal educado ou grosseiro.
| “ | Isso não é verdade. Ainda jovem ele era muito quieto, bem educado e bem vestido. Ficava pacientemente na sala de espera, aguardando sua vez de ser consultado, quando tinha cerca de 14 ou 15 anos. Acenava em sinal de respeito e sempre agradecia ao médico educadamente. Como muitos outros adolescentes de Linz, e ele usava a bermuda bávara e chapéu de lã verde com uma pena. Era alto, pálido e parecia mais velho. Os olhos herdados da mãe eram grandes, tristes, pensativos. Ele vivia em um mundo só seu. Se tinha algum sonho, eu não sei qual era. | ” |

Eduard também disse que sua principal característica era o amor que tinha pela mãe, negando que fosse uma obsessão.
| “ | Embora Hitler não fosse o filho de uma mãe no sentido usual, nunca testemunhei um apego tão grande. O amor deles era mútuo. Klara Hitler adorava o filho. Ela o deixou que seguisse seu próprio caminho, sempre que possível. Por exemplo, ela admirava suas pinturas e desenhos em aquarela e apoiava suas ambições artísticas em oposição a seu pai, a um custo pessoal do qual só podemos supor. | ” |

Eduard termina dizendo que Hitler "era o homem mais triste que já conheci", quando foi informado sobre o estado terminal da mãe.
| “ | Ela se reviraria no túmulo se soubesse o que o filho se tornou. | ” |